# Систематична теологія (Тілліх)
«Систематична теологія» (англ. «Systematic theology») — фундаментальна праця з догматики протестантського теолога Пауля Тілліха, опублікована в 1951—1963 роках. Описана в контексті діалектичної теології та в дусі екзистенціалізму, переосмислюючи теологію та сутність християнства в сучасному суспільстві. 

## Зміст
Тілліх критикує християнський фундаменталізм і протестантську ортодоксію за ігнорування «фактору ситуації» (контексту сучасності). Він вважає, що теологія має тримати середній шлях між потребами сучасності та істинами віри («керигма»). Ухил у будь-яку зі сторін шкідливий, оскільки в першому випадку, вона відійте від фундаментальних основ віри та втратить власну ідентичність, а в другому — буде відірваної від реальності, не матиме ні духовного, ні морального значення та впливу. При цьому Тілліх спирається на реформаторське богослов'я Карла Барта та захищає його. Теологію Тілліх визначає як «методичний виклад змісту християнської віри». На питання співвідношення теології та науки (і філософії) автор наголошує, що в теології не може бути наукової відстороненості від предмета. Теолог захоплений предметом віри. На відміну від філософа теолог служить не загальному, а конкретному («логосу в плоті»). Основним джерелом теології згідно Тілліха є Біблія, але не заперечує він важливості як «деномінаційної традиції», так і «культурної традиції». При цьому Тілліх критикує Шлейермахера за абсолютизацію релігійного досвіду, зауважуючи, що досвід не є джерелом, а провідником істини. У серцевині Біблії лежить послання про «виправдання вірою». На думку Тілліха теологія може і має бути раціональною, оскільки вона інтерпретує Одкровення мовою свого часу, часто запозичуючи філософські та наукові терміни. Тому, крім «екзистенційної чистоти» (віри), необхідна «семантична ясність» (розум). Разом з тим теології властиві і «парадоксальні постулати» (діалектика), і «дедуктивна система християнської істини» все ж таки неможлива (через її «екзистенційний характер»).
Принциповим для Тілліха є протиставлення Одкровення (екзистенційного виявлення потойбіччя) та інформації. Новий Заповіт містить інформацію для історика чи філолога, але вони не здатні сприйняти Одкровення у ньому. І навпаки: Петро сприйняв Ісуса як Христа перед тим, як зміг сформулювати інформацію про нього. Трьома характеристиками Одкровення він називає диво, таємницю та екстаз. Одкровення завжди має на увазі пророка — провідника Одкровення. Ідолопоклонство — це спроба замкнути Одкровення на його провіднику. У цьому контексті Тілліх трактує розп'яття як жертву історичним існуванням заради урочистості Благої вісті. Говорячи про Бога, автор намагається відокремити його від категорії існування та висловити як «граничну турботу» людини. Також Тілліх поділяє Слово Боже і Біблію. Більшість біблійних сюжетів він трактує як міфи (символи), не заперечуючи їх істинності, але критикуючи буквальне їх тлумачення. Так Творіння і Гріхопадіння ототожнюються («Творіння і Падіння збігаються остільки, оскільки немає такого моменту в часі та просторі, в якому створена благость була б актуалізована і мала б існування»), так само як Розп'яття, Воскресіння і Вознесіння. Описувану Біблією гріховність  Тілліх трактує як відчуження, яке долається любов'ю Христа до людей («Нове Буття»). 

## Цитати
Теологія є функцією християнської церкви, і її метою є «служити потребам церкви». Існують дві основні потреби, які повинна задовольняти богословська система:
1) «ствердження істинності християнського послання [керигми]» і
2) «інтерпретація цієї істини для кожного нового покоління (ситуації)».
Теологія повинна рухатися туди-сюди між двома полюсами вічної істини керигми (християнського послання) та тлумачення цієї істини в кожному новому контексті (ситуації), і вона повинна уникати ризику підкреслення або виключення одного за рахунок іншого. Керигматичне богослів'я наголошує на незмінній природі послання, але потребує апологетичного богослов'я для його завершення.